# 辛文炳
辛文炳（1912年2月1日—1999年3月20日），臺灣政治人物，生於臺南市。曾任臺南市議員、臺南市議會議長，1960年至1964年出任臺南市市長。卸任後曾任立法委員，並參與創辦南台工專。

## 早年生平
辛文炳於明治四十五年（1912年）2月出生於舊府城東安坊馬公廟街。:55父親辛西淮為臺南仕紳，曾任西港庄長。辛文炳為辛西淮與陳詠雪長子，上有二姊辛永春、辛永秋，下有一弟辛文恭。大正七年（1918年），臺南孔廟大修。隔年（1919年），日本政府利用孔廟旁的海東書院舊址成立臺南第三公學校，4月辛文炳進入就讀，成為第一屆學生。:631920年代後期，辛家搬至西定坊小媽祖街（當時改稱明治町）。
大正十四年（1925年），辛文炳自第三公學校畢業。後考入五年制的臺南州立第二中學校 (今國立臺南一中)，成為該校「第四回生」（第四屆）。:76昭和五年（1930年）畢業後，辛文炳在父親鼓勵下，束裝赴日本內地就學。辛文炳先考入明治大學預科就讀3年，昭和八年（1933年）入明治大學法學部，主攻民法。昭和十一年（1936年）3月畢業，獲法學士學位。:78-79留學日本期間，除了法學本科外，辛文炳也大量閱讀文學、思想的書籍，當時大學也流行左派書籍，包含马克思主义理論的書籍。不過隨著1932年日本政府勤力鎮壓共產黨的活動，辛文炳雖閱讀不少「進步」書籍，但總是看完即丟，以免惹禍上身。:80
辛文炳自大學畢業後，並未參加任何考試，而是準備返臺經營家族事業。:85昭和十一年（1936年）9月，辛文炳至臺南州農會擔任雇員。翌年11月升書記，但隨即辭職。:87
昭和十三年（1938年）5月7日，辛文炳與臺南士紳、永樂町五金商人翁木的長女翁梅結婚。隔年（1939年10月），長子辛忠道出生。:47昭和十六年（1941年），辛家搬至大銃街尾小北大街（當時稱寶町二丁目）。:55
昭和十七年（1942年）「興南乘合自動車株式會社」成立後，辛文炳出任常任取締役（社長辛西淮）。:92第二次世界大戰期間，臺南市區成為美軍轟炸目標之一，汽車客運幾乎停頓。辛家大小「疏開」到下營。唯辛西淮因每日前往頂大道興濟宮參拜，辛文炳作為長子仍留在寶町的興南自動車公司裡，所幸最終躲過戰火。:95-96

## 戰後初期
二戰結束後，辛文炳出任興南公共汽車股份有限公司（戰前為興南自動車會社）副董事長。:105民國三十五年（1946年）3月，臺南市舉行市參議員選舉，辛文炳參加北區競選，獲得164票，列為候補。其「丈人叔」翁水元以193票當選市參議員。:110
民國三十五年（1946年）春，辛文炳報名學習「國語」（北京話）。此時發生其父辛西淮於1946年5月遭長官公署「請去」（逮捕）囚禁在臺北東本願寺的事件，此事為陳儀政府認為日治時期參與皇民奉公會擔任要職的臺灣仕紳有「漢奸」嫌疑而一一逮捕。為此辛家亦極力奔走、設法營救，也接觸到各種花錢消災的方法，包掛趁機敲詐者。使辛文炳深刻感受「中國政府」的缺乏法治觀念與目睹貪汙腐敗的官僚體系，認為臺灣省行政長官公署的作為與土匪無異，辛文炳憤怒之餘，拒絕再學習「土匪政府的中國話」。:111最終在辛家的奔走及花錢下，五個月後辛西淮莫名所以的開釋返家。:111
1947年，二二八事件爆發後。辛文炳的「丈人叔」翁金護、翁水元兄弟亦遭逮捕，均經耗費錢財後得以開脫。:113唯當時遭逮捕的地方聞人黃媽典遭軍方向家屬索賄300萬元，黃媽典太太四處求助，獲辛文炳引介土地銀行經理借贖金，唯一條件是黃媽典本人需在借據上簽名。然而當辛文炳找到臺南監獄典獄長邱鴻恩，設法將借款書遞給黃媽典簽字時，遭邱鴻恩表示黃媽典係軍方拘押人犯而無能為力，最終黃媽典未能逃過被槍決的命運。:114-115

## 政途
辛文炳於民國三十九年（1950年）參選台南市議會第一屆市議員選舉並當選，1950年當選副議長，隨後被要求加入中國國民黨。:2411954年5月14日原議長楊請因當選市長請辭議長，辛文炳在5月17日補選中當選議長，此後連任第二、三、四屆議長。
1958年發生台南市議會向市政府提出不信任案，被視為辛文炳與時任市長葉廷珪不和的開端。

## 臺南市長任內
1960年辛文炳出馬競選第四屆臺南市長選舉，以64,143票擊敗葉廷珪當選臺南市市長。然而此次選舉發生作票爭議，亦引起《自由中國》雜誌發表社論要求選舉無效。檢舉事件先後開了五次庭前後半年訴訟，最後於10月駁回原告。:147
辛文炳任內完成整修中山公園（今臺南公園）、興建國宅、永樂市場及拓寬民權路等政績。並整建延平郡王祠，1961年適逢「鄭成功復臺三百週年」，臺南市各界舉辦祭祀活動，以鄭王專祠年久失修，有失尊敬先賢之旨，加上蔣總統親自指示重修，遂由辛文炳領銜組織「民族英雄鄭成功史蹟修建委員會」，1962年聘請賀陳詞教授等人設計興建，1963年9月重建破土，總工程花費新臺幣331萬6千餘元，於1964年6月17日舉行落成典禮。:166然而此次整建將該廟從原本的福州建築形式改建為鋼筋水泥造的中國北方式建築、並鋪上當時被認為最具代表中國宮殿形式的琉璃瓦。此舉造成其在後來無法被列為古蹟，亦於後被批評為不依原樣保存，僅憑建築師的想像或好惡重建，有違建築與歷史追求真實的普世價值。
然而任內辛文炳也曾產生對官僚系統無法適應，辛文炳認為這是國民黨統治引進的惡質文化，與他過去所了解日治時期的文官統治體系與官場文化大相逕庭。在就職兩年後即他一度認無可忍，請人事室主任林振華代為擬好辭呈，北上中興新村打算向省主席周至柔請辭，最後在省府秘書長親自接見勸退打消辭意。:1511964年辛文炳任滿，面對第五屆臺南市長選舉，在國民黨黨部主委王秀春(前成功大學校長王唯農之父)等人勸進聲中，:151最後接受少數友人吳修齊的意見放棄連任。

## 卸任後
卸任臺南市長後，辛文炳出任省政府顧問。之後擔任南台工專校長，1972年代表中國國民黨在台灣省第四選區（雲嘉南南）參選為第一屆立法委員增額選舉當選，並且連任。
1995年辛文炳曾受臺南市政府之邀進行口述歷史，在口述歷史中批評第七屆市長選舉中他與吳修齊為張姓候選人出錢出力，張氏當選後卻將他倆共有的原競馬場用地（位於南紡北部）轉為「公共設施」，使其無法建屋，損失甚大。反而在蘇南成就任市長後才變更為住宅區。1977年張市長卸任後，辛文炳創立南臺工專，安排張氏為副校長，卻見副校長常公車私用，公私不分。1998年編纂完成後，有文獻委員將訊息傳之當事人張氏，張氏得知後希望將口述敏感話題刪掉，遭辛文炳拒絕。1998年3月修改完成後主辦單位不敢率然出版，原稿檔案仍然塵封。:182-184
1996年臺灣舉行第一屆民選總統選舉，辛文炳因認同李登輝「台灣利益優先」論點，接任李登輝陣營臺南市競選總部主任委員。之後受總統李登輝敦聘為總統府國策顧問。
辛文炳服膺於臺灣地位未定論，認為國民黨統治台灣屬於「外來政權的非法統治」，早在1964年赴美國訪問時，即在接受波多黎各廣播訪談時坦承國民黨是外來政權。:246晚年辛文炳熱心於推動台灣加入聯合國。:2491998年12月，辛文炳表示不能認同台灣屬於中華民國的看法，認為臺灣前途應由臺灣人民共同決定，遂主動辭去總統府國策顧問。:247-248七個月後，李登輝總統發表兩岸是「特殊國與國關係」。
1999年3月，辛文炳因心臟病發病逝。總統府明令褒揚令。

## 家族
- 辛文炳父親為臺南著名士紳辛西淮，曾擔任西港庄庄長，獲頒紳章。戰後一度遭國民黨政府拘禁五個月。[1]:111母親陳詠雪，為前清秀才陳慶霟之女、畫師陳玉峰堂姊。[1]:41辛文炳為辛西淮與陳詠雪長子。上有二姊辛永春、辛永秋，下有一弟辛文恭。辛永春嫁給首任民選高雄縣長洪榮華；次女辛永秋，嫁給毛昭葵，[1]:43毛昭葵為鹽分地帶文學家吳新榮妻弟。
- 興南客運為其家族事業。而辛文炳長女辛美惠後來嫁給前國民黨主席吳伯雄大伯吳鴻森的四子吳運東。
- 其妻翁梅，為臺南士紳、永樂町五金商人翁木的長女，曾就讀臺南州立第二高等女學校。翁木大弟翁金護曾連任三屆臺南市會議員，戰後出任臺南市議會議員。二弟翁水元曾任臺南市參議員、北區區長。
- 辛文炳之弟辛文恭曾一度以無黨籍身分登記參選第六屆臺南市長選舉，然而在登記後辛家先是有「某治安機關」調查人員以有人檢舉臺南貨運公司逃漏稅為由，搜索查扣帳冊。並在永樂市場官司案中，市政府以120萬元為擔保，聲請裁定對辛文炳財產執行130萬假扣押，這一切被認為是國民黨當局要迫使「辛派」退出選舉的手段。[1]:189最後辛文恭撤銷登記。[8]在林錫山當選後，國民黨市黨部即對永華市場案透過黨政協調，使林錫山撤回上訴案辦理補正手續。[1]:189
- 辛文炳同父異母妹辛永清，為中華料理師[9]。
- 辛文炳長女辛美慧嫁給吳鴻森四子吳運東。吳鴻森的姪子吳伯雄曾在辛文炳八十歲祝壽會上透露：「我的親家可能不知道一個祕密，民國四十九年您競選臺南市長時，家父也競選縣長，我沒去投我爸爸一票，卻在臺南投您一票，因為當時我讀成大一年級，所以戶籍設在臺南，正好滿二十歲。有生第一次投票，就是投給親家您，真是有緣阿。」[10]:177

## 相關傳記及研究
- 謝國興，《府城紳士：辛文炳和他的志業（1912-1999）》，2000年，台北：南天書局。

## 外部連結
- 南台科技大學第二任董事長辛文炳 （页面存档备份，存于）
- 臺南一中校友會傑出校友辛文炳 （页面存档备份，存于）

| 中華民國政府職務 | 中華民國政府職務                             | 中華民國政府職務 |
| ---------------- | -------------------------------------------- | ---------------- |
| 台南市政府       |                                              |                  |
| 前任： 葉廷珪    | 台南市市長 第四屆 1960年6月2日－1964年6月2日 | 繼任： 葉廷珪    |